# Wegsloot
De Wegsloot (Fries en officieel: Weisleat) is een poel in de Friese gemeente Súdwest-Fryslân. De poel is aan de westkant verbonden met de Idzegaasterpoel en aan de oostkant via grachten in Heeg met het Heegermeer. Aan de noordkant is de Wegsloot door middel van een kanaal verbonden met de Rintjepoel. 
Hoewel de naam anders doet vermoeden, is de Wegsloot in zekere zin geen "sloot" maar poel, zoals de omliggende Rintjepoel en Palsepoel. Dit geldt ook voor de noordelijker liggende Diepe Sloot.